# Bajaj Sunny

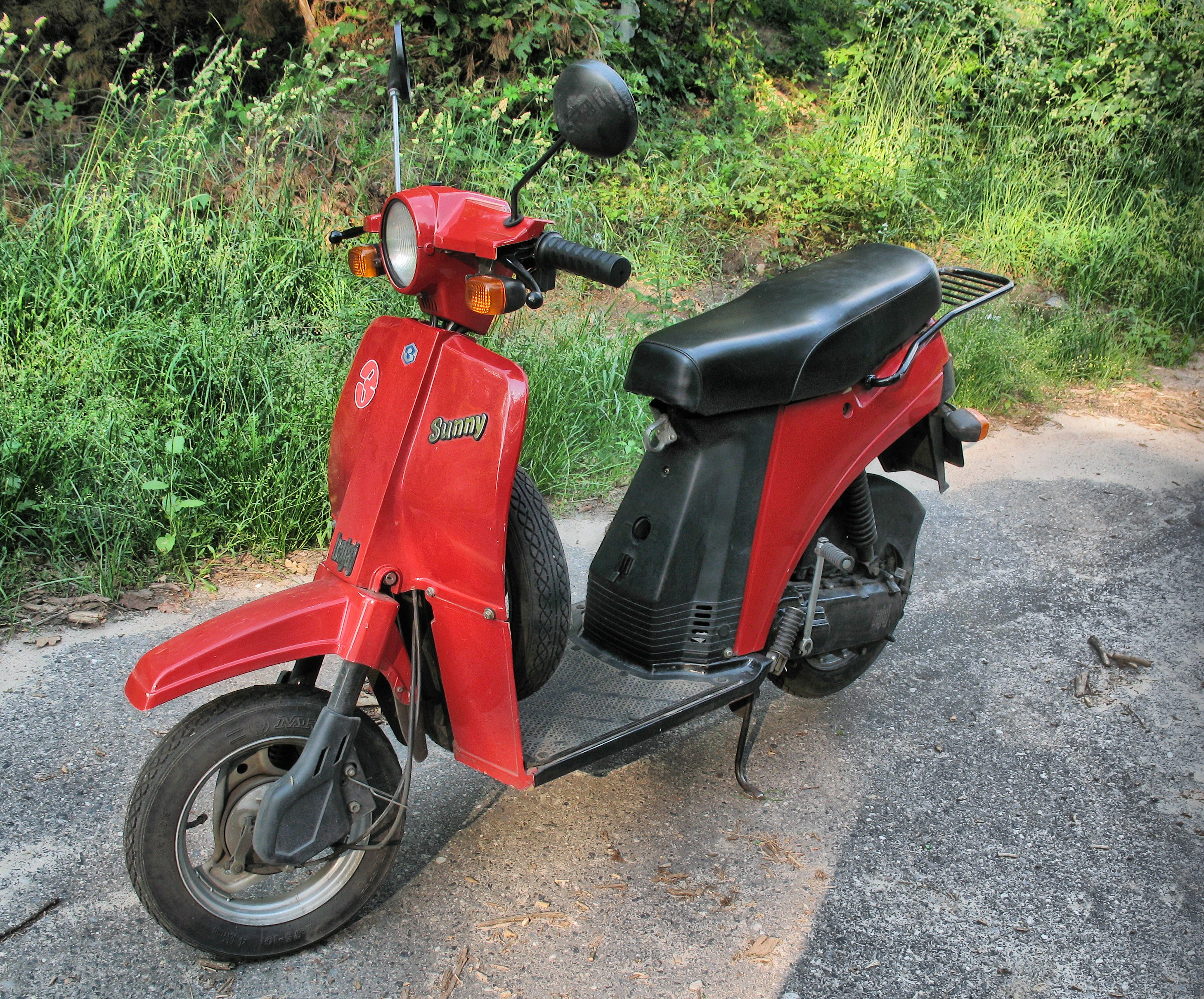
„Scooterette“ Bajaj Sunny der 1990er Jahre

Bajaj Sunny ist eine Motorrollermodellreihe des indischen Herstellers Bajaj Auto.

## Modellvarianten

### 1990er Modelle
Das Modell kam 1990 auf den einheimischen Markt. Der Sunny war der erste Roller, der in Indien als „Scooterette“ klassifiziert wurde, also als „Rollerchen“, vergleichbar den europäischen Kleinrollern. Er hatte zunächst einen 50-cm3-Einzylinder-Zweitaktmotor und erreichte eine Höchstgeschwindigkeit von 50 km/h. Ab 1995 wurde der Sunny Zip mit einem 60-cm3-Motor produziert, ebenfalls mit einer bauartbedingten Höchstgeschwindigkeit von 50 km/h. Der Roller konnte damit auch in Indien von Fahrern ab 16 Jahren mit einer gültigen Fahrerlaubnis im öffentlichen Straßenverkehr bewegt werden.
Für den Export wurde das Modell von 1993 bis 1998 mit dem 50-cm3-Zylinder weiterproduziert, um auch in Staaten wie Deutschland die dortigen Kriterien als Kleinroller zu erfüllen. Ab 1994 gab es ab Werk auch eine gedrosselte Mofa-Version. Die Kraftübertragung erfolgte bei den Modellen der 1990er Jahre über Fliehkraftkupplung und Kette im Ölbadgehäuse.

### 2000er Modelle
Im Jahr 2000 erschien das komplett überarbeitete Rollermodell Sunny Spice mit stufenloser Keilriemen-Automatik und kunststoffverkleidetem Stahlrohrrahmen.

### Technische Daten
|                                    | Bajaj Sunny                             | Bajaj Sunny Zip                         | Bajaj Sunny 50 (Exportversion)          | Bajaj Sunny 50 (Exportversion)          | Bajaj Sunny 25 M (Exportversion)        | Bajaj Sunny 25 M (Exportversion)        | Bajaj Sunny Spice                       |
| ---------------------------------- | --------------------------------------- | --------------------------------------- | --------------------------------------- | --------------------------------------- | --------------------------------------- | --------------------------------------- | --------------------------------------- |
| Baujahre                           | 1990–1994                               | 1995–1998                               | 1993–1994                               | 1995–1998                               | 1994                                    | 1995–1998                               | 2000–?                                  |
| Motorbauart                        | luftgekühlter Einzylinder-Zweitaktmotor | luftgekühlter Einzylinder-Zweitaktmotor | luftgekühlter Einzylinder-Zweitaktmotor | luftgekühlter Einzylinder-Zweitaktmotor | luftgekühlter Einzylinder-Zweitaktmotor | luftgekühlter Einzylinder-Zweitaktmotor | luftgekühlter Einzylinder-Zweitaktmotor |
| Schmierung                         | Gemischschmierung 1:50                  | Gemischschmierung 1:50                  | Gemischschmierung 1:50                  | Gemischschmierung 1:50                  | Gemischschmierung 1:50                  | Gemischschmierung 1:50                  | Gemischschmierung 1:50                  |
| Hubraum                            | 49 cm3                                  | 59,86 cm3                               | 49 cm3                                  | 49 cm3                                  | 49 cm3                                  | 49 cm3                                  | 59,86 cm3                               |
| max. Leistung in kW (PS) bei 1/min | 2,1 kW (2,8 PS) ?                       | 2,1 kW (2,8 PS) 6.000                   | 2,1 kW (2,8 PS) ?                       | 1,7 kW (2,3 PS) ?                       | 1,5 kW (2 PS) ?                         | 0,8 kW (1,1 PS) ?                       | 2,7 kW (3,6 PS) 6.500                   |
| Getriebe                           | Fliehkraftkupplung, ein Gang            | Fliehkraftkupplung, ein Gang            | Fliehkraftkupplung, ein Gang            | Fliehkraftkupplung, ein Gang            | Fliehkraftkupplung, ein Gang            | Fliehkraftkupplung, ein Gang            | Stufenlose Keilriemen-Automatik         |
| Höchstgeschwindigkeit              | 50 km/h                                 | 50 km/h                                 | 50 km/h                                 | 50 km/h                                 | 25 km/h                                 | 25 km/h                                 | ~70 km/h(?)                             |
| Tankinhalt                         | 3,5 l                                   | 3,5 l                                   | 3,5 l                                   | 3,5 l                                   | 3,5 l                                   | 3,5 l                                   | 3,5 l                                   |
| Leergewicht                        | 63 kg                                   | 63 kg                                   | 63 kg                                   | 63 kg                                   | 63 kg                                   | 63 kg                                   | 76 kg                                   |